# باشگاه فوتبال استیل‌آذین تهران
باشگاه فوتبال استیل‌آذین تهران، یک باشگاه فوتبال در شهر تهران تحت مالکیت حسین هدایتی سرمایه‌دار ایرانی بود. استیل‌آذین با حمایت مالی قوی و مالکی جاه‌طلب، رؤیای تبدیل شدن به یکی از تیم‌های بزرگ فوتبال ایران را داشت. این باشگاه در اولین فصل حضور خود در لیگ برتر با لقب «کهکشانی‌های ایران» شناخته می‌شد اما با وجود سرمایه‌گذاری‌های کلان، عملکرد موفقی نداشت و پس از فراز و نشیب‌های فراوان، در نهایت در سال ۱۳۹۲ منحل شد.

## تاریخچه

### باشگاه فوتبال اکباتان
باشگاه فوتبال اکباتان در سال ۱۳۵۵ به دست مهندس رحمان گلزار که سازنده شهرک اکباتان بود بنیان‌گذاری شد. اکباتان توانست بازیکنانی مانند ابراهیم آشتیانی، فریدون معینی و جهانگیر فتاحی را از پرسپولیس، هادی آهنگران را از برق شیراز و بهرام مودت را از سپاهان خریداری کند. اکباتان در سال ۱۳۵۶، به جام تخت جمشید ۱۳۵۷ صعود کرد، اما با وقوع انقلاب و تعطیلی چند ساله لیگ‌های کشوری در پی جنگ ایران و عراق، این تیم شانس حضور در بالاترین دسته لیگ فوتبال ایران را از دست داد.
پس از انقلاب اکباتان به کار خود در جام باشگاه‌های تهران ادامه داد و در سال ۱۳۶۱ نیز سوم شد.
در سال ۱۳۶۸ امتیاز باشگاه به بانک سپه و جواد قراب فروخته شد اما در اواخر همان دهه دو بازیکن سابق به نام‌های ربطی و غنی با نام اکباتان دوباره باشگاه را بازگشایی کردند. این تیم که سال به سال به سطوح بالای فوتبال ایران نزدیک تر می‌شد، در سال ۱۳۸۳ به لیگ آزادگان راه پیدا کرد اما کمبود منابع مالی باعث شد تا باشگاه دوباره در معرض سقوط قرار گیرد. برای جلوگیری از این اتفاق باشگاه توسط ربطی و غنی به یک سرمایه‌دار ساختمان ساز ایرانی مقیم خارج فروخته شد.
پس از آن، مالکیت جدید باشگاه، عصر جدیدی را اعلام کرد و قول داد که در فوتبال جوانان سرمایه‌گذاری کند. اولین حرکت یک جابجایی روی نیمکت بود. ربطی با کمک مربی خود جایگزین شد و به عنوان مدیر فنی انتخاب شد. غنی در ساختار جدید باشگاه با الگوبرداری از تیم‌های آلمانی مدیر باشگاه باقی ماند. این ساختار شامل مالک نیز به عنوان رئیس باشگاه می‌شد. پیش فصل باشگاه با اقامت یک‌ماهه در دبی و بازی با الشارجه، فابکسی و النصر شروع شد. با سرمایه‌گذاری‌های جدید، سفر به دبی و انتخاب مکانی برای ورزشگاه خانگی (ورزشگاه شهید دستگردی) اکباتان به عنوان یکی از گزینه‌های احتمالی صعود معرفی شد.
با شروع فصل، تنها سه هفته طول کشید تا مربی جایگزین شد و ربطی به عنوان سرمربی انتخاب شد. فصل به خوبی برای باشگاه پیش نرفت، آنها با وجود پیروزی ۱–۰ مقابل پگاه، صدرنشین لیگ که اولین شکست خود در فصل را متحمل شده بود، در نیمه‌های فصل در انتهای جدول رده‌بندی قرار داشتند. باشگاه به روند باختن ادامه داد و ربطی با ۵ بازی باقی مانده اخراج شد، اگرچه تا پایان فصل در هیئت مدیره باقی ماند. هادی آهنگران اسطوره اکباتان وظیفه مبارزه با سقوط و حفظ باشگاه در لیگ را بر عهده گرفت. این انتصاب موفقیت‌آمیز بود و باشگاه پس از شکست دادن نوژان در بازی پلی آف سقوط که در اصفهان برگزار شد، به سختی این بحران را حل کرد. اکباتان در آماده‌سازی برای فصل بعد، تغییرات زیادی را در کادر پشتیبان از جمله فرهاد کاظمی به عنوان «مشاور ویژه هیئت مدیره» ایجاد کرد. محسن گروسی، کمک مربی سابق باشگاه پیکان تحت هدایت فرهاد کاظمی، سرمربی و ابراهیم وطنی‌کیا، یکی از سرشناس‌ترین مربیان جوانان کشور، به عنوان سرپرست آکادمی جوانان انتخاب شدند. این تغییرات عمده در تیم ادامه داشت و تنها ۶ بازیکن از فصل قبل باقی ماندند و این بار، باشگاه نگاه خود را به قرارگیری در میانه جدول معطوف کرد.
هر چند شروع فصل این باشگاه چیزی جز این بود، زیرا گروسی پس از باخت در تمام هفت بازی اول، اخراج شد. اصغر شرفی جانشین او قراردادی دو ساله امضا کرد و قول داد که باشگاه را در لیگ دسته اول حفظ کند. علیرغم ۵ برد پیاپی، این تیم نتوانست شروع وحشتناک فصل خود را جبران کند، و در رده نهم فصل را به پایان رساند و تنها ۴ امتیاز نسبت به فصل قبل پیشرفت داشت. اندکی بعد، گمانه زنی‌ها در مورد آینده باشگاه آغاز شد. در حالی که تیم بزرگسالان در دو فصل گذشته موفقیت چندانی کسب نکرده بود، باشگاه با برنامه‌های بلندپروازانه خود برای آکادمی جوانان موفق شده بود. وطنی‌کیا نیز پس از کسب عناوین متعدد با آکادمی اکباتان در مصاحبه ای با تمجید از هیئت مدیره، حمایت خود را اعلام کرد.
اکباتان به داشتن یکی از بهترین آکادمی‌های جوانان در فوتبال ایران شهرت داشت و چند بازیکن مستعد را به فوتبال ایران معرفی کرده بود. این تیم یکی از جوان‌ترین تیم‌های لیگ آزادگان بود که پیش از مالکیت حسین هدایتی میانگین سنی ۲۳ سال داشت. پس از آن، آکادمی جوانان استیل آذین توسط حشمت مهاجرانی سرمربی سابق تیم ملی ایران به‌طور کامل بازسازی شد.

### حسین هدایتی و استیل آذین

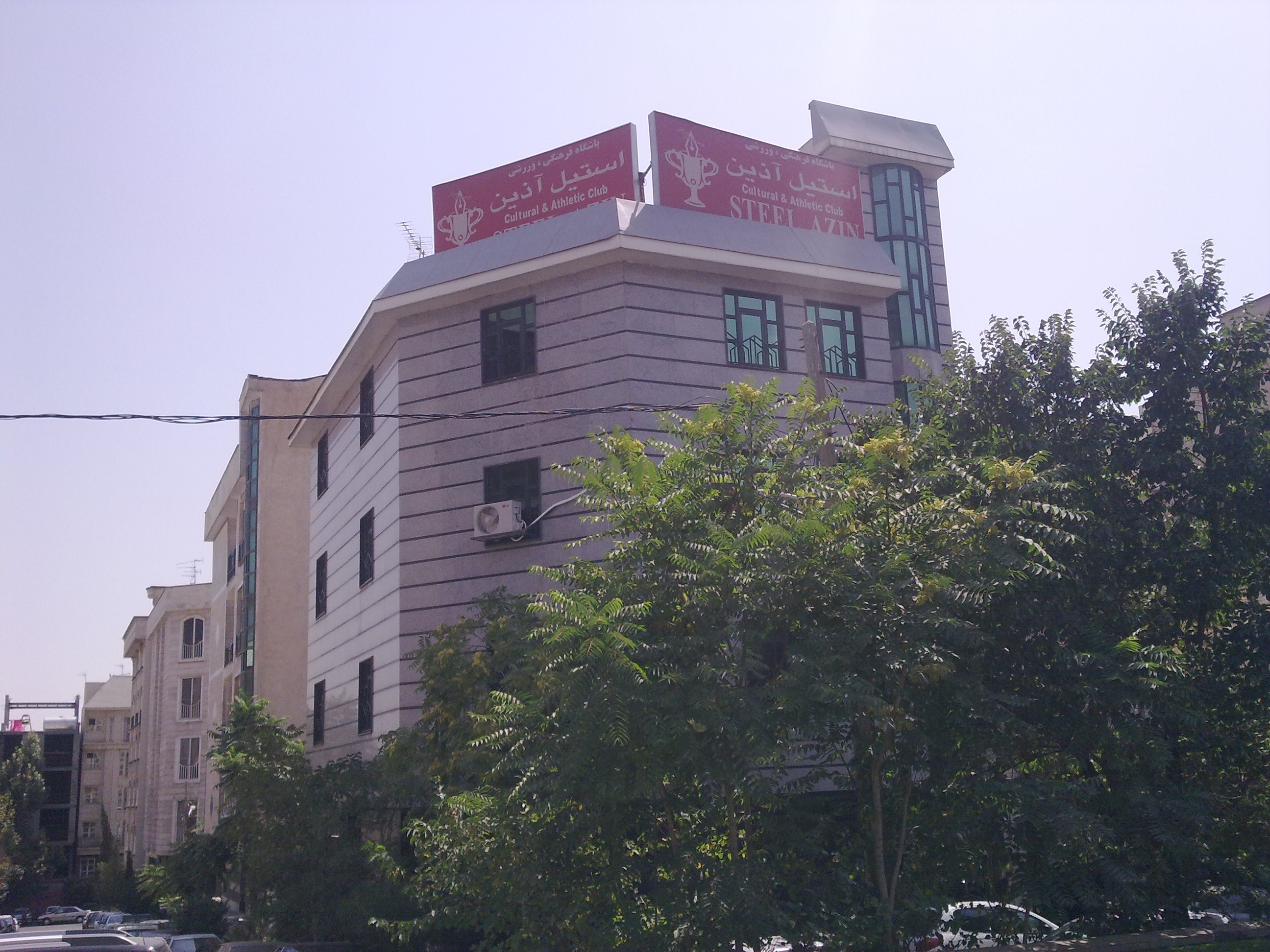
نمایی از ساختمان باشگاه استیل آذین در تهران

در سال ۱۳۸۶، علی پروین با پشتوانه حسین هدایتی باشگاه اکباتان را به قیمت ۸۰۰ میلیون تومان خرید و نام باشگاه در آخر به استیل آذین تغییر پیدا کرد. حسین هدایتی دست به خریدهایی بی‌سابقه زد و بزرگ‌ترین نام‌های فوتبال ایران را به باشگاه دسته اولی خود یعنی استیل آذین آورد. ابراهیم میرزاپور دروازه‌بان تیم ملی، داوود فنایی، حامد کاویان پور، علی انصاریان و محمد پروین از بازیکنان این تیم بودند. علی پروین اسطوره فوتبال ایران به عنوان مدیر فنی منصوب شد و تئو د یونگ دستیار سرمربی در تیم‌های پرسپولیس استقلال و کامرون سرمربی شد. حشمت مهاجرانی به عنوان مدیر آکادمی جوانان منصوب شد. با وجود هیاهوی رسانه‌ای بزرگ، ستاره‌هایی که وارد شده بودند و محمد پروین که بهترین گلزن لیگ بود، این تیم در پلی آف صعود به لیگ برتر مقابل سپاهان نوین شکست خورد و موفق نشد صعود کند اما در فصل بعد با هدایت نادر دست نشان، سر انجام موفق به انجام این کار شدند و به لیگ برتر صعود کردند.
پس از صعود به لیگ برتر، سرمایه‌گذاری‌های سنگین بار دیگر آغاز شد. در کنار خرید بازیکنان خارجی مانند لک چیرا، لئونارد کیوکه و ایرانی‌ها فریدون زندی و امیر شاپورزاده، بازیکنی که بیشترین توجه رسانه‌ها را به خود جلب کرد علی کریمی بود که از پرسپولیس به این تیم پیوست. علیرغم همه اینها، استیل آذین در اولین فصل حضور خود در لیگ برتر نتیجه لازم را نگرفت و فصل را در رده پنجم به پایان رساند.
فصل بعد، فصل بدتری برای استیل آذین بود. با انجام تغییرات متعدد مدیریتی و فنی، این باشگاه تقریباً در تمام ۳۴ هفته، آخر جدول بود. قرارداد علی کریمی فسخ شد و او به غول آلمانی شالکه ۰۴ رفت. بازی جوانمردانه مقابل پرسپولیس و بازگشت علی پروین، هیچ‌کدام کمکی به جلوگیری از سقوط فاجعه بار این تیم به دسته پایین‌تر نکرد. این فصل با شکست خانگی ۶–۱ مقابل شهرداری تبریز به پایان رسید و به این معنی بود که باشگاه پر ستاره تهران علیرغم سرمایه‌گذاری نزدیک به ۴۰ میلیون دلاری حسین هدایتی، فصل را به بدترین شکل ممکن به پایان می‌رساند.
به دلیل نتایج ضعیف علی‌رغم ترکیب پر ستاره تیم، لقب «اف سی هالیوود» توسط رسانه‌ها به باشگاه داده شده بود، زیرا به نظر می‌رسید بازیکنان به جای اینکه آنطور که از آنها انتظار می‌رفت بازی کنند، از دستمزدهای کلان خود لذت می‌بردند. امتناع جنجالی از ادامه بازی‌ها پس از دربی تهران مقابل پرسپولیس، بعداً منتفی شد و باشگاه با انجام ۴ بازی آخر کنار آمد. استیل آذین یک هفته مانده به پایان فصل به دسته پایین سقوط کرد.

### استیل‌آذین سمنان و انحلال
استیل آذین پس از سقوط به لیگ آزادگان از تهران راهی سمنان شد. مدیرعامل سابق ذوب آهن به عنوان مدیرعامل جدید این باشگاه منصوب شد. استیل آذین در آن فصل در رده دهم قرار گرفت اما بعداً توسط فیفا جریمه، و ۱۲ امتیاز از آنها کسر شد و این منجر به سقوط آنها به دسته دوم شد و در نهایت باعث شد استیل آذین در سال ۱۳۹۲ در حالی که در دسته دوم فوتبال ایران حضور داشت منحل شود.

## فصل‌ها
جدول زیر عملکرد استیل‌آذین را از نخستین سال تا سقوط از لیگ برتر نشان می‌دهد.
| فصل     | لیگ      | لیگ  | لیگ | لیگ | لیگ | لیگ | لیگ | لیگ | لیگ  | جام حذفی  | گلزن برتر                 | گلزن برتر |
| فصل     | دسته     | بازی | برد | م.  | با. | گ‌ز  | گ‌خ  | ام. | رتبه | جام حذفی  | نام                       | گل        |
| ------- | -------- | ---- | --- | --- | --- | --- | --- | --- | ---- | --------- | ------------------------- | --------- |
| ۱۳۸۶–۸۷ | لیگ۱     | ۲۲   | ۱۱  | ۵   | ۶   | ۴۱  | ۲۸  | ۳۸  | ۱ام  | ۱/۸ نهایی | محمد پروین                | ۱۵        |
| ۱۳۸۷–۸۸ | لیگ۱     | ۲۶   | ۱۷  | ۴   | ۵   | ۴۹  | ۳۱  | ۵۵  | ۱ام  | ۱/۸ نهایی | هادی خدادادی              | ۱۰        |
| ۱۳۸۸–۸۹ | لیگ برتر | ۳۴   | ۱۳  | ۱۳  | ۸   | ۵۵  | ۴۹  | ۵۲  | ۵ام  | ۱/۴ نهایی | علی کریمی                 | ۱۴        |
| ۱۳۸۹–۹۰ | لیگ برتر | ۳۴   | ۶   | ۱۰  | ۱۸  | ۳۰  | ۶۳  | ۲۸  | ۱۸ام | ۱/۴ نهایی | سیاوش اکبرپور، محمد غلامی | ۹         |

## بازیکنان

### بازیکنان خارجی
| ردیف | نام            | کشور          | پست   | دوران بازی            | بازی | گل |
| ---- | -------------- | ------------- | ----- | --------------------- | ---- | -- |
| ۱    | لئونارد کوئیکه | کامرون        | مهاجم | ۱۳۸۶–۱۳۸۷             | ۱۵   | ۶  |
| ۲    | بوندوا آدیابا  | کامرون        | مدافع | ۱۳۸۶–۱۳۸۷             | ۱۷   | ؟  |
| ۳    | احمد کاظم عصاد | عراق          | مدافع | ۱۳۸۶–۱۳۸۷             | ؟    | ؟  |
| ۴    | قاسم گویازو    | توگو          | هافبک | ۱۳۸۷–۱۳۸۸             | ؟    | ؟  |
| ۵    | ژاک ویلیامز    | انگلستان      | هافبک | ۱۳۸۷–۱۳۸۸             | ۷    | ۱  |
| ۶    | ماتیوس آلونسو  | برزیل         | مدافع | ۱۳۸۷–۱۳۸۸ و ۱۳۸۹–۱۳۹۰ | ؟    | ؟  |
| ۷    | آردیان نوهیو   | مقدونیه شمالی | هافبک | ۱۳۸۸                  | ۱۵   | ۱  |
| ۸    | لک چیرا        | کرواسی        | مدافع | ۱۳۸۸–۱۳۸۹             | ۱۹   | ۲  |
| ۹    | اگیدیجوس مجوس  | لیتوانی       | مدافع | ۱۳۸۹                  | ۱    | ۰  |
| ۱۰   | ماریو میاتوویچ | کرواسی        | مهاجم | ۱۳۹۰–۱۳۹۱             | ؟    | ؟  |
| ۱۱   | معتز کیلونی    | سوریه         | هافبک | ۱۳۹۰–۱۳۹۱             | ؟    | ؟  |
| ۱۲   | میشل پولورینو  | لیختن‌اشتاین   | هافبک | ۱۳۹۰–۱۳۹۱             | ؟    | ؟  |

## کاپیتان‌ها

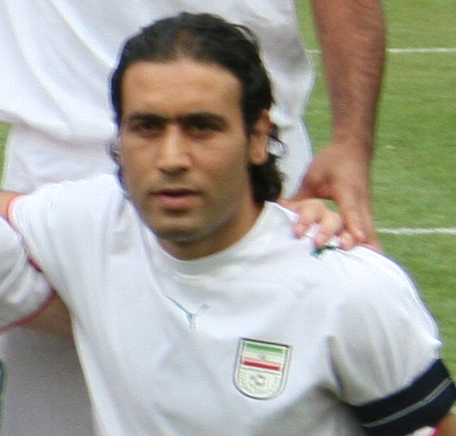
مهدی مهدوی‌کیا

| # | نام            | دوران بازی در استیل‌آذین | دوران کاپیتانی |
| - | -------------- | ----------------------- | -------------- |
| ۱ | حامد کاویانپور | ۱۳۸۶–۱۳۸۷ ۱۳۸۸–۱۳۸۹     | ۱۳۸۶–۱۳۸۷      |
| ۲ | علی آذری       | ۱۳۸۷–۱۳۸۹               | ۱۳۸۷–۱۳۸۸      |
| ۳ | علی کریمی      | ۱۳۸۸–۱۳۸۹               | ۱۳۸۸           |
| ۴ | مهدی مهدوی‌کیا  | ۱۳۸۸–۱۳۹۰               | ۱۳۸۸–۱۳۹۰      |
| ۵ | مهدی محمدی     | ۱۳۸۸–۱۳۹۱               | ۱۳۹۰–۱۳۹۱      |

## مربیان
| #  | نام               | کشور    | دوران مربیگری   | دوران مربیگری |
| #  | نام               | کشور    | از              | تا            |
| -- | ----------------- | ------- | --------------- | ------------- |
| ۱  | تئو د یونگ        | هلند    | خرداد ۱۳۸۶      | آذر ۱۳۸۶      |
| ۲  | یان ورهین         | هلند    | آذر ۱۳۸۶        | آذر ۱۳۸۶      |
| ۳  | فرهاد کاظمی       | ایران   | ۲۸ آذر ۱۳۸۶     | تیر ۱۳۸۷      |
| ۴  | نادر دست‌نشان      | ایران   | تیر ۱۳۸۷        | خرداد ۱۳۸۸    |
| ۵  | حمید استیلی       | ایران   | خرداد ۱۳۸۸      | فروردین ۱۳۸۹  |
| ۶  | افشین پیروانی     | ایران   | ۳۰ فروردین ۱۳۸۹ | ۱۴ تیر ۱۳۸۹   |
| ۷  | لوبیسا تومباکوویچ | صربستان | ۱۴ تیر ۱۳۸۹     | ۲۳ مهر ۱۳۸۹   |
| ۷  | افشین پیروانی     | ایران   | ۲۳ مهر ۱۳۸۹     | ۹ آذر ۱۳۸۹    |
| ۷  | محمد خاکپور       | ایران   | ۱۱ آذر ۱۳۸۹     | بهمن ۱۳۸۹     |
| ۸  | محمود یاوری       | ایران   | فروردین ۱۳۹۰    | خرداد ۱۳۹۰    |
| ۹  | هومن افاضلی       | ایران   | ۶ تیر ۱۳۹۰      | ۲۸ بهمن ۱۳۹۰  |
| ۱۰ | اسماعیل اسماعیلی  | ایران   | بهمن ۱۳۹۰       | خرداد ۱۳۹۱    |

## مدیران
- مصطفی آجرلو[۴۷]
- امیر مهریزی[۴۸]
- سعید آذری[۴۹]